# 缅甸语
缅甸语 ，简称缅语（發音：[mjəmà bàθà]）属汉藏语系藏缅语族，以仰光音为标准。它是缅甸联邦的官方语言，在該國有大约3200万人使用，而且在孟加拉国、马来西亚、泰国、美国也有少量分布。
若不计入入聲，缅甸语一共有四个声调，分别是高平、高降、低平、高降喉塞。
缅甸文字的特征是它呈圆形，這是因為古代的緬甸文是書寫在棕櫚葉上的，必須設計圓弧形的筆劃才能避免劃破葉面。字符的構成是以輔音字母與元音拼合後形成音節符號。

## 历史演变

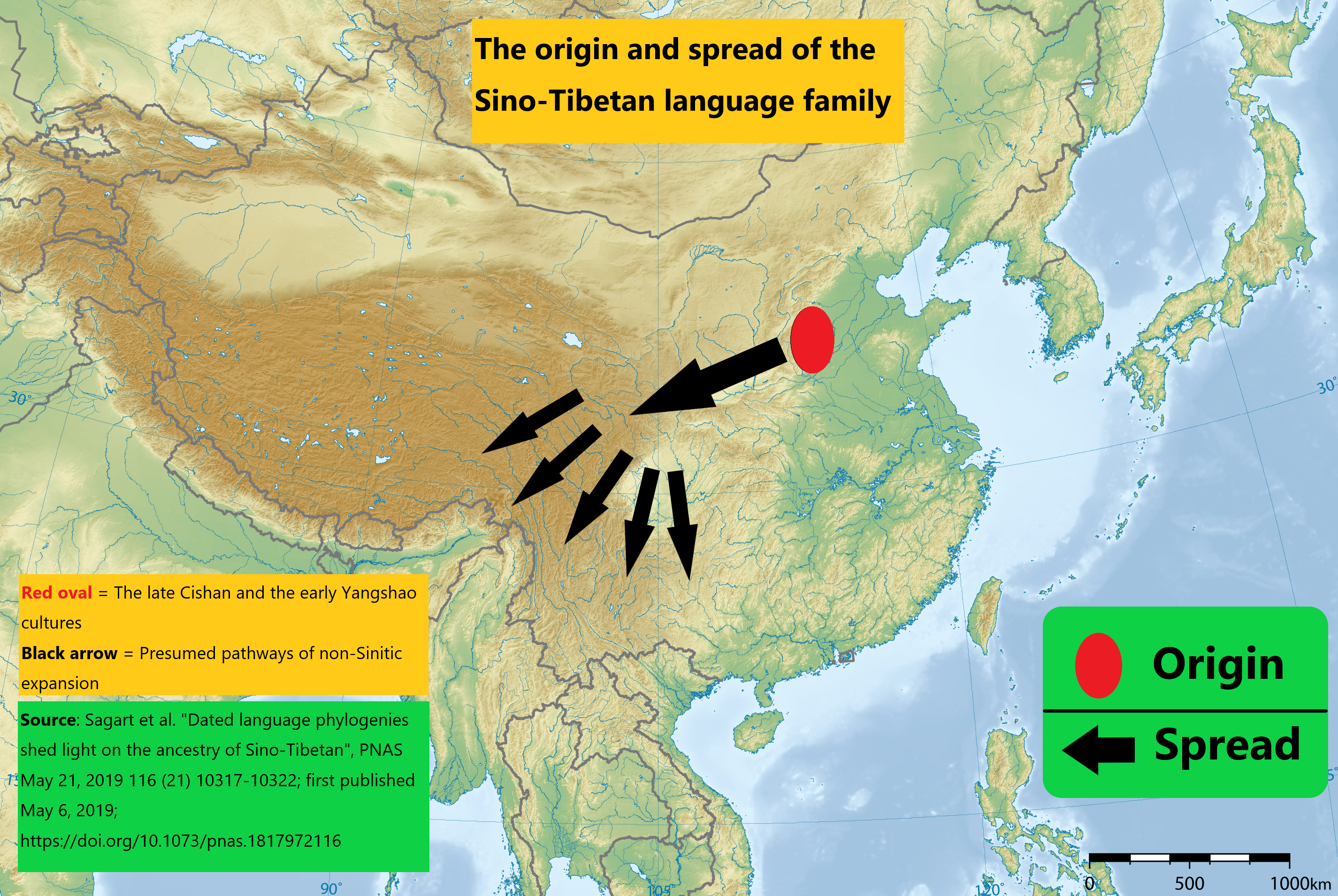
汉藏语系的起源与传播。红椭圆代表着磁山晚期和仰韶早期的文化。黑色箭头是非汉语族语言的假定传播途径。在将语言比较方法应用于法国语言学家沙加尔于2019年开发的比较语言数据数据库以识别声音对应关系并建立同源词后，系统发育方法被用于推断这些语言之间的关系并估计其起源和发源地的年龄。

缅甸文在某种程度上代表古缅甸语，因此可以用缅甸文的罗马转写来推测古缅甸文的发音，从此也可以看出其与仰光话之间的巨大的区别。
緬甸文的拉丁字母轉寫方案主要有John Okell制定的 Okell 拼音，緬甸語委會制定的語委拼音等。

## 音系

### 声调
古缅甸语有三个声调，但其在12世纪的确切音值不清楚。仰光话按調值分保持了這三個聲調：
- 第一声：低平调334（在开音节中，用短元音符号表示，在闭音节中，在基本辅音之下加一个点）
- 第二声：高平调554（在音节后加双空心点符号）
- 第三声：高降调53（在开音节中，用长元音符号表示，在闭音节中，没有特殊的符号）

古缅甸文的塞音韵尾演变成喉塞音，可以算作第四个声调，但其調值和第三聲53一樣。
| 聲調     | 緬文名 | 國際音標 (a的聲調) | 標記 (附加於a) | 特徵                 | 延時 |
| -------- | ------ | ------------------ | -------------- | -------------------- | ---- |
| 低平     |        | [aː˧˧˦]            | à              | 慣常                 | 中   |
| 高平     |        | [aː˥˥˦]            | á              | 有時略帶氣聲         | 長   |
| 高降     |        | [aˀ˥˧]             | a̰              | 緊喉音，有時略帶喉塞 | 中   |
| 高降喉塞 |        | [ăʔ˥˧]             | aʔ             | 帶喉塞               | 短   |

古缅甸文的鼻音韵尾演变成鼻化元音，調值可以是上面三個中的任何一個。

### 韻尾
古緬甸語的陽聲韻的韻尾在現代仰光話中一律合并爲一個鼻音-ɴ，仰光話拉丁轉寫用-n表示。古緬甸語的入聲韻的韻尾在現代仰光話中一律合并爲一個喉塞音-ʔ，仰光話拉丁轉寫用-t表示。

## 辅音
|              | 双唇音 | 齿音   | 齿龈音 | 舌面音 和软颚音 | 硬颚音和 唇化舌根音 | 喉音 | 无发音部位     |
| ------------ | ------ | ------ | ------ | --------------- | ------------------- | ---- | -------------- |
| 塞音和塞擦音 | pʰ p b | tʰ t d | tʰ t d | tʃʰ tʃ dʒ       | kʰ k g              | ʔ    |                |
| 鼻音         | m̥ m    | n̥ n    | n̥ n    | ɲ̥ ɲ             | ŋ̊ ŋ                 |      | ~ （鼻化元音） |
| 擦音         |        | θ (ð)  | sʰ s z | ʃ               |                     | h    |                |
| 半元音       |        | (r)    | (r)    | j               | (ʍ) w               |      |                |
| 边音         |        | l̥ l    | l̥ l    |                 |                     |      |                |

## 引用
1. ↑  Mikael Parkvall, "Världens 100 största språk 2007" (The World's 100 Largest Languages in 2007), in Nationalencyklopedin
2. ↑  Burmese于《民族语》的链接（第15版，2005年）
3. ↑  Sagart et al. (2019)，第10319–10320頁.

## 外部連結
- 维基导游上有關Burmese phrasebook的旅行指南
- Omniglot: Burmese Language （页面存档备份，存于）
- Learn Burmese online （页面存档备份，存于）
- Online Burmese lessons （页面存档备份，存于）
- Burmese language resources （页面存档备份，存于） from SOAS
- . Unite for Literacy library.   [2014-06-21]. （原始内容存档于2021-05-03）.
- Myanmar Unicode and NLP Research Center
- Myanmar 3 font and keyboard （页面存档备份，存于）
- Burmese online dictionary （页面存档备份，存于） (Unicode)
- Ayar Myanmar online dictionary （页面存档备份，存于）
- Myanmar unicode character table （页面存档备份，存于）
- Download KaNaungConverter_Window_Build200508.zip from the Kanaung project page and Unzip （页面存档备份，存于） Ka Naung Converter Engine （页面存档备份，存于）